# Casper Frager
Casper Frager, han var en svenska orgelbyggare verksam omkring 1640.